# Eleição municipal de Santo André em 2016
A eleição municipal de Santo André em 2016 foi realizada em dois turnos nos dias 2 e 30 de outubro de 2016, com o objetivo de eleger um prefeito, um vice-prefeito e 21 vereadores que seriam responsáveis pela administração da cidade paulista. O titular do executivo municipal era Carlos Grana, do Partido dos Trabalhadores (PT) e que concorreu à reeleição. A eleição ocorreu em um contexto marcado por uma crise econômica e política, que, alguns meses antes, havia levado à cassação do mandato da presidente Dilma Rousseff.
O candidato Paulo Serra, do Partido da Social Democracia Brasileira (PSDB) consagrou-se prefeito no segundo turno, com 78,21% dos votos válidos, derrotando o candidato à reeleição, que recebeu 21,79% dos votos. As 21 vagas na Câmara Municipal de Santo André foram disputadas por 506 candidatos. O candidato a vereador mais votado foi Rautenberg Protetor (PRB), com 2,31% dos votos.,
Santo André possuía na época da eleição 712 749 habitantes, dos quais 569 662 eram eleitores aptos a votar.

## Contexto político local
Na última eleição municipal, em 2012, Santo André também decidiu seu prefeito no segundo turno. Elegendo Carlos Grana (PT) com 42,85% dos votos válidos, derrotando o então prefeito Aidan Ravin (à época filiado ao PTB) com 37,23% e 53,92% dos votos válidos no primeiro e segundo turno, respectivamente.

## Eleitorado
Em 2016, 712.749 pessoas habitavam São André, onde 569 666 eram aptas para votar nas eleições municipais, o que equivale a aproximadamente 79,92% da população total da cidade. O índice de abstenções no município chegou a 23,35% do eleitorado, o que equivale 144.474 pessoas, e os índices de votos nulos e brancos chegaram, respectivamente, a 12,93% (ou 54.980 pessoas) e 3,90% do eleitorado (ou 16.564 pessoas).

## Candidatos
| N° | Prefeito     | Prefeito                                     | Prefeito      | Prefeito | Vice-prefeito (a) | Vice-prefeito (a) | Vice-prefeito (a)                           | Vice-prefeito (a) | Vice-prefeito (a)                                                                                   | Coligação Partido(s)                                                                         | Tempo de Horário Eleitoral | Ref.               |
| N° | Candidato(a) | Candidato(a)                                 | Partido       | Cargos relevantes | Candidato(a)      | Candidato(a)      | Candidato(a)                                | Partido           | Cargos relevantes                                                                                   | Coligação Partido(s)                                                                         | Tempo de Horário Eleitoral | Ref.               |
| -- | ------------ | -------------------------------------------- | ------------- | --- | ----------------- | ----------------- | ------------------------------------------- | ----------------- | --------------------------------------------------------------------------------------------------- | -------------------------------------------------------------------------------------------- | -------------------------- | ------------------ |
| 13 |              | Carlos Grana Carlos Alberto Grana            | PT            | - Deputado Estadual por São Paulo (2011-2012) - Prefeito de Santo André (2013-2016)                                          |                   |                   | Oswana Fameli Oswana Maria Fernandes Fameli | PMB               | - Vice-prefeita de Santo André (2013-2016)                                                          | Amo Santo André, Quero Prosseguir (PT, PMB, PDT, PSD, PROS, PSC, PR, PCdoB, PTdoB, PSL, PTN) | 3 min e 22 seg             | [ 6 ] [ 7 ]        |
| 15 |              | Rafael Daniel Rafael Daniel Sartori          | PMDB          | |                   |                   | Dennis Ferrão Dennis Russo Ferrão           | PPL               | | Pra Frente Santo André (PMDB, PPL)                                                           | 1 min e 24 seg             | [ 6 ] [ 8 ] [ 7 ]  |
| 23 |              | Raimundo Salles Raimundo Taraskevicius Sales | PPS           | |                   |                   | Dr. Wilson Ponce Wilson Roberto Ponce       | PPS               | | Partido Isolado                                                                              | 20 seg                     | [ 6 ] [ 7 ]        |
| 40 |              | Aidan Ravin Aidan Antônio Ravin              | PSB           | - Vereador de Santo André (2005-2008) - Prefeito de Santo André (2009-2012)                                                  |                   |                   | Dra. Ana Glória Ana Glória Dias da Silva    | PSDC              | | Todos por Santo André (PSB, PSDC, PRB, PRP, PMN, PEN, PP, PRTB)                              | 2 min e 4 seg              | [ 9 ] [ 6 ] [ 7 ]  |
| 45 |              | Paulo Serra Paulo Henrique Pinto Serra       | PSDB          | - Vereador de Santo André (2005-2012) - Secretário de Mobilidade Urbana, Obra e Serviços Públicos de Santo André (2013-2015) |                   |                   | Luiz Zacarias Luiz Zacarias de Araújo Filho | PTB               | - Vereador de Santo André (1992-2008) (2012-2016) - 32.° Presidente da Câmara Municipal (2005-2006) | Projeto Forte, Mudança Certa (PSDB, PTB, REDE, PV, PHS)                                      | 1 min e 58 seg             | [ 10 ] [ 6 ] [ 7 ] |
| 50 |              | Ricardo Alvarez                              | PSOL          | - Vereador de Santo André (1997-2005)                                                                                        |                   |                   | Tatiana Landi Tatiana Landi Ignacio Araújo  | PSOL              | | Partido Isolado                                                                              | 14 seg                     | [ 6 ] [ 11 ] [ 7 ] |
| 77 |              | Ailton Lima Ailton José de Lima              | Solidariedade | |                   |                   | Gilberto Primavera Gilberto Wachtler        | Solidariedade     | - Vereador de Santo André (2008-2012)                                                               | Partido Isolado                                                                              | 25 seg                     | [ 6 ] [ 7 ]        |

### Perfil dos candidatos à Prefeitura classificados para o segundo turno
Carlos Alberto Grana nasceu em São Bernardo do Campo e viveu a maior parte da vida em Santo André. Iniciou sua vida política como integrante da Juventude Operária Católica de Santo André e em 1984, foi eleito diretor do Sindicato dos Metalúrgicos de Santo André, onde ainda foi diretor executivo, 2º secretário e secretário-geral. Ele também foi  2º tesoureiro da CUT Estadual. De 1993 a 1999, foi secretário-geral do Sindicato dos Metalúrgicos do ABC e logo depois, foi vice-presidente da entidade. No começo dos anos 2000, foi secretário geral da CUT Nacional e depois, durante 6 anos foi o presidente da Confederação Nacional dos Metalúrgicos. Já em 2010, elegeu-se o deputado estadual mais bem votado pelo PT, com 126.973 votos. Em 2012, candidatou-se a Prefeitura de Santo André e venceu o então prefeito Aidan Ravin no 2º turno, com 53,92% dos votos válidos.
Paulo Serra nasceu e viveu sua vida em Santo André. Em 1993 começou o curso de economia da FEA-USP (Universidade de São Paulo), onde foi estagiário do Departamento Econômico e Financeiro da Prefeito de Santo André, iniciando assim sua vida política. Paulo ainda graduou Direito na Faculdade de Direito de São Bernardo do Campo, onde no meio do curso virou integrante do corpo Técnico do Departamento de Assistência Judiciária e Defesa do Consumidor (PROCON) de Santo André. Em 2004 foi candidato a Vereador sendo eleito o mais jovem Parlamentar da legislatura andreense.

## Resultados

### Prefeito
| Candidato                   | Vice                          | 1.º turno 2 de outubro de 2016 | 1.º turno 2 de outubro de 2016 | 2.º turno 30 de outubro de 2016 | 2.º turno 30 de outubro de 2016 |
| Candidato                   | Vice                          | Total                          | %                              | Total                           | %                               |
| --------------------------- | ----------------------------- | ------------------------------ | ------------------------------ | ------------------------------- | ------------------------------- |
| Paulo Serra (PSDB)          | Luiz Zacarias (PTB)           | 119.540                        | 35,85%                         | 276.575                         | 78,21%                          |
| Carlos Grana (PT)           | Oswana Famelli (PMB)          | 67.628                         | 20,28%                         | 77.069                          | 21,79%                          |
| Aidan Ravin (PSB)           | Dra. Ana Glória (PSDC)        | 56.804                         | 17,04%                         | Não participaram                | Não participaram                |
| Ailton Lima (Solidariedade) | Gilberto Lima (Solidariedade) | 49.959                         | 14,98%                         | Não participaram                | Não participaram                |
| Raimundo Salles (PPS)       | Wilson Ponce (PPS)            | 17.676                         | 5,30%                          | Não participaram                | Não participaram                |
| Ricardo Alvarez (PSOL)      | Tatiana Landi (PSOL)          | 11.099                         | 3,33%                          | Não participaram                | Não participaram                |
| Rafael Daniel (PMDB)        | Dennis Ferrão (PPL)           | 10.716                         | 3,21%                          | Não participaram                | Não participaram                |
| Total de votos válidos      | Total de votos válidos        | 333.422                        | 75,27%                         | 353.644                         | 83,17%                          |
| → Votos em branco           | → Votos em branco             | 29.775                         | 6,72%                          | 16.564                          | 3,90%                           |
| → Votos nulos               | → Votos nulos                 | 79.744                         | 18,00%                         | 54.980                          | 12,93%                          |
| Total                       | Total                         | 442.941                        | 77,76%                         | 425.188                         | 74,64%                          |
| Abstenções                  | Abstenções                    | 126.721                        | 22,24%                         | 144.474                         | 25,36%                          |
| Total de inscritos          | Total de inscritos            | 569.662                        | 100%                           | 569.662                         | 100%                            |

## Câmara de Vereadores
Para o quadriênio 2017-2020, foram eleitos 21 vereadores no município, sendo quatro do PSDB do candidato Paulo Serra e cinco do PT do partido do candidato Carlos Grana. O candidato mais bem votado foi Roberto Alves Rautenberg (PRB), que obteve 7.863 votos (2,19% dos votos válidos).
| Vereadores eleitos em Santo André - 2016 | Vereadores eleitos em Santo André - 2016 | Vereadores eleitos em Santo André - 2016 | Vereadores eleitos em Santo André - 2016 | Vereadores eleitos em Santo André - 2016 |
| Candidato (a)                            | Partido                                  | Coligação                                | Votação                                  | Votação                                  |
| Candidato (a)                            | Partido                                  | Coligação                                | Votos                                    | %                                        |
| ---------------------------------------- | ---------------------------------------- | ---------------------------------------- | ---------------------------------------- | ---------------------------------------- |
| Roberto Alves Rautenberg                 | PRB                                      | PRB, PSB                                 | 7.863                                    | 2,19%                                    |
| Edson Sardano                            | PTB                                      | Partido Isolado                          | 6.132                                    | 1,70%                                    |
| Pedrinho Botaro                          | PSDB                                     | Partido Isolado                          | 5.163                                    | 1,52%                                    |
| Eduardo Leite                            | PT                                       | PT, PDT, PSD                             | 5.026                                    | 1,40%                                    |
| Ivanildo Pereira Lobo                    | Solidariedade                            | Partido Isolado                          | 4.838                                    | 1,42%                                    |
| Willians Bezerra                         | PT                                       | PT, PDT, PSD                             | 4.637                                    | 1,36%                                    |
| Ronaldo de Castro                        | PRB                                      | PRB, PSB                                 | 4.611                                    | 1,36%                                    |
| Elian Saraiva                            | Solidariedade                            | Partido Isolado                          | 4.581                                    | 1,35%                                    |
| Almir Roberto Cicote                     | PSB                                      | PRB, PSB                                 | 4.493                                    | 1,32%                                    |
| Lucas Zacarias                           | PTB                                      | Partido Isolado                          | 4.252                                    | 1,25%                                    |
| Edilson de Oliveira Santos               | PSDB                                     | Partido Isolado                          | 4.081                                    | 1,13%                                    |
| Montorinho                               | PT                                       | PT, PDT, PSD                             | 3.956                                    | 1,10%                                    |
| José De Araújo                           | PSD                                      | PT, PDT, PSD                             | 3.696                                    | 1,03%                                    |
| Antônio de Jesus Barbosa                 | PMN                                      | PSDC, PP, PMN                            | 3.519                                    | 0,98%                                    |
| Bete Siraque                             | PT                                       | PT, PDT, PSD                             | 3.456                                    | 0,96%                                    |
| Luiz Alberto Ferreira de Araujo          | PT                                       | PT, PDT, PSD                             | 3.451                                    | 0,96%                                    |
| Antônio Rodrigues da Silva               | PMB                                      | Partido Isolado                          | 3.325                                    | 0,92%                                    |
| Marcelo Chehade                          | PSDB                                     | Partido Isolado                          | 3.319                                    | 0,92%                                    |
| Rodolfo Silva Donetti                    | PPS                                      | Partido Isolado                          | 2.969                                    | 0,83%                                    |
| Fábio dos Santos Lopes                   | PPS                                      | Partido Isolado                          | 2.440                                    | 0,68%                                    |
| Jobert Alexandrino                       | PSDB                                     | Partido Isolado                          | 2.245                                    | 0,62%                                    |

| Legenda | Legenda      |
| ------- | ------------ |
|         | Reeleito (a) |

## Debates televisionados
Foram realizados debates entre os candidatos ao posto de prefeito pelas emissoras Record News e a TV+ do ABC. Ambos os debates seguiram de acordo com a determinação do Tribunal Superior Eleitoral. Segundo essa determinação, autorizada pelo ministro Dias Toffoli, todos os partidos com mais de nove deputados federais eleitos deveriam ser convidados ao debate obrigatoriamente, seguindo artigo 46 da Lei das Eleições (Lei n° 9.504/97). Portanto, os participantes deste primeiro debate foram: Aidan Ravin (PSB), Ailton Lima (SD), Carlos Grana (PT), Paulinho Serra (PSDB), Rafael Daniel (PMDB), Raimundo Salles (PPS) e Ricardo Alvarez (PSOL). Além das duas emissoras, o portal G1 promoveu no dia 26 de outubro de 2016 o debate entre os candidatos que chegaram ao segundo turno, Carlos Grana do PT e Paulo Serra do PSDB.

## Controvérsias
Na véspera da eleição, moradores do município de Santo André receberam ligações de telemarketing com críticas ao ex-prefeito e candidato, Aidan Ravin (PSB). Em 2012, ocorreu um caso semelhante, no qual, as vésperas da eleição, moradores receberam ligações durante a madrugada com uma mensagem gravada de Aidan pedindo votos. Ravin acusou o PT de ser responsável pelas ligações e, segundo ele, afetou o resultado das eleições que foi vencida por Carlos Grana, do PT, com 53,92% dos votos. Em abril de 2016, o Ministério Público encerrou suas investigações sobre o caso e concluiu que o Partido dos Trabalhadores foi o responsável pelas ligações, que acabaram beneficiando o então candidato Carlos Grana (PT). O promotor Roberto Wider Filho considerou haver provas suficientes e recomendou à Justiça Eleitoral que Grana e sua vice, Oswana Fameli (PMB), tivessem os diplomas cassados.
Ainda em abril, o juiz eleitoral Márcio Bonett se posicionou sobre o caso. O magistrado discordou do Ministério Público e julgou improcedente a ação, alegando que não havia provas suficientes que justificassem a punição de Grana e Oswana. Em setembro, o Tribunal Regional Eleitoral também julgou improcedente a ação de Aidan e considerou que não há provas suficientes para concluir que o PT tenha sido responsável pela ligações.
Em março de 2016, o nome dos ex-prefeitos e candidatos na época, Aidan Ravin e Carlos Grana, e a vereadora Professora Bete Siraque, apareceram na lista de repasse de dinheiro para campanha do grupo Odebrecht (atual Novonor) que foi aprendida pela Policia Federal na fase 23 da Operação Lava-Jato. Grana negou irregularidade, dizendo: "Todas as contribuições foram declaradas e aprovadas pela Justiça Eleitora."

## Análise
A direita, de uma forma geral, venceu a esquerda nas eleições de 2016, ficando com apenas um cargo de prefeito de capitais em 2017, que foi a de Rio Branco, Acre. No município de Santo André não foi diferente. O jornalista Leandro Colon escreveu em artigo para a Folha de S.Paulo que "O drama do PT pode ser simbolizado pelas derrotas no chamado "cinturão vermelho" na Grande São Paulo. O petista Carlos Grana perdeu a reeleição em Santo André para o tucano Paulo Serra com um resultado constrangedor: 78% a 21% dos votos. O PT já tinha ficado de fora do segundo turno em São Bernardo do Campo, depois de oito anos de gestão petista com Luiz Marinho, cria política de Lula. Na cidade do ABC, berço político do ex-presidente, venceu um candidato do PSDB, Orlando Morando."
O prefeito eleito de Santo André, Paulo Serra falou, para o jornal O Globo, sobre a grande quantidade de absentismo nas eleições e traçou uma meta para seu turno: "vamos recuperar essa confiança com uma boa gestão, um bom governo, recuperar o sentimento de esperança. Já conseguimos isso em grande parte da campanha. Tivemos uma votação que foi a maior da história de um prefeito eleito em Santo André." Grana comentou também que não se sentia derrotado, pois: "Eleições acontecem, fazem parte da vida. Temos de reconstruir as nossas relações. Já liguei para o candidato eleito e falei que estou à disposição para fazer a transição da forma mais respeitosa possível em que pese tudo que eu penso sobre ele.".